# Gran Turismo Concept
Pour les articles homonymes, voir GTC.
Gran Turismo Concept (GTC) est un jeu vidéo de course automobile développé par Polyphony Digital et édité par Sony Computer Entertainment, sorti en 2002 sur la console PlayStation 2. Le jeu est proposé en trois versions : Gran Turismo Concept: 2001 Tokyo, Gran Turismo Concept: 2002 Tokyo - Seoul et Gran Turismo Concept: 2002 Tokyo - Geneva.

## Description
Gran Turismo Concept propose un contenu limité comparé aux épisodes principaux de la série Gran Turismo. Le jeu est centré sur des concept-cars dévoilés lors des différents salons de l'automobile de Tokyo, Genève, Francfort ou encore Détroit. Les versions se différencient surtout par les véhicules proposés.
À la manière de Gran Turismo 4: Prologue (2004), Gran Turismo Concept s'adresse donc principalement aux fans de la série ou aux collectionneurs désireux de piloter des bolides d'exception, dont certains n'ont jamais dépassé le stade de prototype. La durée de vie est généralement estimée à quelques heures de jeu seulement.
Basé sur le moteur de jeu de Gran Turismo 3 A-spec (2001), l'expérience de pilotage reste à la fois riche et variée compte tenu de la diversité des véhicules proposés.
Le jeu propose cinq circuits qui peuvent être parcouru dans les deux sens. Quatre d'entre eux sont tirés de Gran Turismo 3 A-spec : Tahiti Maze, Tokyo 246, Swiss Alps, Midfield Raceway. Le dernier, Autumn Ring, présent dans l'épisode original, apparait pour la première fois sur PS2.
Cinq modes de jeux sont disponibles : épreuves de permis, course individuelle sur trois niveaux de difficultés, un contre un, course libre et course i.Link (mode multijoueur en réseau local via une connexion i.Link (6 joueurs max.).

## Les différentes versions
Gran Turismo Concept: 2001 Tokyo est sorti en janvier 2002 au Japon et en Asie du Sud-Est. Le jeu propose une soixantaine de véhicules. Gran Turismo Concept: 2002 Tokyo - Seoul est commercialisé en mai 2002 en Corée du Sud. Le contenu est très proche de la version 2001 Tokyo.
Gran Turismo Concept: 2002 Tokyo - Geneva est sorti en juillet 2002 en Europe et en Asie du Sud-Est. C'est la version la plus complète avec une centaine de véhicules jouables : la quasi-totalité des voitures des versions 2001 Tokyo et 2002 Tokyo - Seoul et de nouveaux véhicules dont des concept-cars présentés aux salons de Détroit, Francfort et Genève. Le jeu est proposé à un prix avoisinant 40 € (contre 3200 yens pour GTC: 2001 Tokyo, soit 24 € à l'époque). Il s'est vendu à près d'un million d'exemplaires en Europe et à 1.5 million d'exemplaires au niveau mondial.

## Accueil
- Jeux vidéo Magazine : 14/20 (Tokyo-Geneva)[6]